# Абреу, Дилип
Дилип Джозе Абреу (англ. Dilip José Abreu; род. апрель 1955, Бомбей) — американский экономист индийского происхождения, являющийся профессором экономики Нью-Йоркского университета. Является членом Американской академии искусств и наук и Эконометрического общества.

## Биография
Абреу родился и вырос в Южном Мумбаи в Индии, учился в школе Святой Марии.
В 1975 году получил степень бакалавра экономики и статистики Эльфинстоун колледжа при Университете Мумбаи.
В 1978 году получил степень магистра экономики и эконометрики в Делийской школе экономики при Университете Дели.
В 1980 году получил ещё одну степень магистра экономики и математической экономики в Баллиол-колледже Оксфордского университета.
С 1980 по 1983 учился в докторантуре по экономике в Принстонском университете под руководством Хьюго Ф. Зонненшайна.
В своей докторской диссертации «Повторяющиеся игры с дисконтированием: общая теория и приложение к олигополии» (англ. Repeated Games with Discounting: A General Theory and an Application to Oligopoly) Абреу изучал повторяющиеся взаимодействия между корыстными стратегическими агентами.

## Карьера
- В 1983 году присоединился по стипендии аспиранта к Университету Миннесоты.
- В 1984 году состоялось его первое назначение на должность доцента в Гарвардском университете.
- в 1990 году начал работать в качестве профессора на экономическом факультете Принстонского университета.
- С 1995 по 1997 год работал в Йельском университете, после чего вернулся в Принстон в качестве Эдварда Э. Мэтьюса, класс 1953 года, профессора финансов и профессора экономики.

В Принстоне преподавал как в бакалавриате, так и в аспирантуре.
Стоит в организациях
- С 1991 г. — чл. «Эконометрического общества».
- С 2001 г. — чл. «Американской академии искусств и наук».
- С 2013 г. — научный сотрудник по экономической теории «Общества содействия развитию экономической теории».
- С 2003 по 2008 гг. — работал как член совета «Эконометрического общества».
- С 2011 по 2014 гг.- чл. «Общества теории игр».

## Публикации
- Абреу, Дилип; Рубинштейн, Ариэль (1988). «Структура равновесия по Нэшу в повторяющихся играх с конечными автоматами» (англ. The Structure of Nash Equilibrium in Repeated Games with Finite Automata). Econometrica. 56 (6): 1259. DOI : 10,2307 / 1913097. JSTOR 1913097.
- Абреу, Дилип; Милгром, Пол; Пирс, Дэвид (1991). «Информация и сроки в повторяющихся партнерствах» (англ. Information and Timing in Repeated Partnerships) (PDF). Econometrica. 59 (6): 1713. DOI : 10,2307 / 2938286. JSTOR 2938286.
- Односторонняя неопределенность и задержки в переговорах о репутации (англ. One-Sided Uncertainty and Delay in Reputational Bargaining).
- Алгоритм повторяющихся игр для двух игроков с идеальным мониторингом (англ. An Algorithm for Two Player Repeated Games with Perfect Monitoring).
- Марковские равновесия в модели торга в сетях (англ. Markov Equilibria in a Model of Bargaining in Networks).
- Торговля и эффективность в сетях (англ. Bargaining and Efficiency in Networks).
- Субъективная двусмысленность и предпочтение гибкости (англ. Subjective Ambiguity and Preference for Flexibility).
- Асинхронные повторные игры с крайним сроком: уникальное равновесие в координационных играх (англ. Asynchronous Revision Games with Deadline: Unique Equilibrium in Coordination Games).
- Обзор без веры — стратегия равновесия без условной независимости (англ. Belief-Free Review-Strategy Equilibrium without Conditional Independence).
- Характеристика предельного набора выплат СИЗ с неравным дисконтированием (англ. Characterizing the limit set of PPE payoffs with unequal discounting).
- Реализация стохастических игр программы Нэша (англ. Implementing the Nash Programin Stochastic Games).
- Дилип Абреу о Хьюго Ф. Зонненшайне (англ. Dilip Abreu on Hugo F. Sonnenschein).
- Торг, репутация и выбор равновесия в повторных играх с контрактами (англ. Bargaining, Reputation, and Equilibrium Selection in Repeated Games with Contracts).
- Проблемы агентства, проверка и увеличение кредитных линий (англ. Agency problems, screening and increasing credit lines).
- Репутационные войны на истощение со сложными позициями торга (англ. Reputational Wars of Attrition with Complex Bargaining Postures).
- Эволюционная устойчивость в репутационной модели торга (англ. Evolutionary Stability in a Reputational Model of Bargaining).
- Пузыри и сбои (англ. Bubbles and Crashes) В совместной работе с Маркусом Бруннермайером Дилип показал, что рыночные пузыри могут сохраняться, несмотря на присутствие арбитражеров из-за неспособности этих арбитражеров эффективно координировать свои действия..
- Поведенческая модель торга с эндогенными типами (англ. A Behavioral Model of Bargaining With Endogenous Types

Article).
- Риск синхронизации и отложенный арбитраж (англ. Synchronization risk and delayed arbitrage).
- Торг и репутация (англ. Bargaining and Reputation).
- Торг, репутация и выбор равновесия в повторных играх (англ. Bargaining, Reputation and Equilibrium Selection in Repeated Games).
- Точная реализация (англ. Exact Implementation).
- Народная теорема для повторяющихся игр: новое условие (англ. The Folk Theorem for Repeated Games: A Neu Condition).
- Реакция на Глейзера и Розенталя. (англ. A Response to Glazer and Rosenthal).
- Виртуальная реализация в итеративно недоминируемых стратегиях: полная информация (англ. Virtual Implementation in Iteratively Undominated Strategies: Complete Informatione).